# Pseudevippa
Pseudevippa is een geslacht van spinnen uit de familie wolfspinnen (Lycosidae).

## Soorten
De volgende soorten zijn bij het geslacht ingedeeld:
- Pseudevippa cana Simon, 1910